# Canal de Urdiales
El canal de Castañón es una obra de ingeniería civil que se inauguró en 1966. Dicho canal discurre 12,6 kilómetros íntegramente en la provincia de León, permitiendo el riego de 2.500 hectáreas con agua dulce proveniente del embalse de Barrios de Luna. El uso principal del agua es la agricultura.

## Datos técnicos[1]
- Longitud: 12,6 kilómetros

- Superficie dominada: 2.500 hectáreas

- Superficie regada: 2.500 hectáreas

- Caudal máximo en origen: 4,2 m³/s